# Quiz Nanairo Dreams: Miracle of the Rainbow-Colored Town
Quiz Nanairo Dreams: Miracle of the Rainbow-Colored Town (クイズなないろDREAMS 虹色町の奇跡) est un jeu vidéo de quiz développé et édité par Capcom en août 1996 sur CP System II,.
Système de jeu 
quiz nanairo dream est un jeu de quiz de 1 à 2 joueurs.
Vous incarnez un personnage ou deux qui doivent répondre à un QCM (questionnaire à choix multiples). Le jeu se déroule avec plusieurs jeunes femmes, sept au total, et quelques personnages intermédiaires.
Tout ceci se passe dans l'univers capcom (street fighter, final fight, etc.) avec aussi des quiz de questions de culture générale, logique vu que ceci se déroule devant des lycées et collèges.
Agréable à jouer ce jeu (pour ceux qui pratiquent le japonais) n'ayant jamais été sorti ni en France ni ailleurs.

## Portages
- PlayStation : 1997
- Saturn : 1997